# Good in Goodbye
Good in Goodbye è un singolo della cantante statunitense Madison Beer, pubblicato il 31 gennaio 2020 come primo estratto dal primo album in studio Life Support.

## Video musicale
Il videoclip, reso disponibile in concomitanza con l'uscita del brano, è stato diretto da Beer stessa e raffigura quest'ultima che viene sottoposta ad un esperimento scientifico. Esso simula all'interno della sua mente una gloriosa lotta tra due versioni di se stessa come se fosse in un videogioco.

## Tracce
Testi e musiche di Madison Beer, Elizabeth Lowell Boland, Isaiah Dominique Libeau, Jeremy Dussoliet, Leroy Clampitt e Tim Sommer.
1. Good in Goodbye – 2:21

## Formazione
Musicisti
- Madison Beer – voce, cori
- Leroy Clampitt – voce, basso, batteria, chitarra, tastiera, programmazione
- Elizabeth Lowell Boland – cori
- One Love – basso, batteria, tastiera, programmazione
- Tim Sommers – basso, tastiera, programmazione

Produzione
- Leroy Clampitt – produzione
- Madison Beer – produzione
- One Love – produzione
- Chris Gehringer – mastering
- Mich McCarthy – missaggio